# أوليفر ديفيس (لاعب كرة قدم أمريكية)
أوليفر ديفيس (بالإنجليزية: Oliver Davis)‏ هو لاعب كرة قدم أمريكية أمريكي، ولد في 29 أغسطس 1954 في كولومبوس في الولايات المتحدة.

## وصلات خارجية
- أوليفر ديفيس على موقع مرجع كرة القدم المحترفة.كوم (الإنجليزية)